# Beate Bock
Beate Bock (* 29. Dezember 1963) ist eine deutsche Autorin und nimmt in Anspruch, ein Medium zu sein.

## Leben
Nach dem Abitur 1984 machte sie eine Ausbildung zur Krankengymnastin und arbeitete zunächst in diesem Beruf.
Ab Mitte der 1980er Jahre war sie Schülerin verschiedener spiritueller Lehrer und ließ sich in Reiki ausbilden. Seit Ende 1989 arbeitet Bock als Channel. Nach eigenen Angaben channelt sie vorwiegend geistige Wesenheiten.
Beate Bock war verheiratet, hat zwei Kinder und lebt in Berlin.

## Veröffentlichungen
- Un-mögliches möglich machen. Ein Übungsbuch. Silberschnur-Verlag, Güllesheim 3. Auflage 2011, ISBN 978-3-89845-331-8.
- Interviews mit Außerirdischen. ch. falk-verlag, Seeon 1994, ISBN 3-924161-85-2.
- Aufbruch in das neue Jahrtausend. Das Handbuch für die Zeitenwende. ch. falk-verlag, Seeon 2000, ISBN 3-89568-073-7.
- Wie der Zufall aus meinem Leben verschwand. ch. falk-verlag, Seeon 2003, ISBN 3-89568-115-6.
- Beweisaufnahme. In: Sein. 2/2010. One World Verlag, Berlin 2010.